# 3. ukrajinský front
3. ukrajinský front byla vojenská formace Rudé armády za druhé světové války.

## Historie
3. ukrajinský front vznikl 20. října 1943 přejmenováním Jihozápadního frontu. V průběhu října – listopadu 1943 v rámci bitvy o Dněpr front osvobodil Dněpropetrovsk a Dniprodzeržinsk, do konce roku získal předmostí u Záporoží. Od začátku roku do dubna 1944 během Nikopolsko-Kryvorižské, Bereznegovato-Snigirevské a Oděské operace byla poražena německá 6. armáda a osvobozeno území Ukrajiny od Dněpru až k Dněstru. Po neúspěšných pokusech o překročení Dněstru v dubnu – květnu 1944 zahájil front nový útok v srpnu 1944, jelikož Rumunsko záhy přešlo na stranu Spojenců, postoupili sovětští vojáci velmi rychle do Bulharska (září 1944) a v říjnu ve spolupráci s jugoslávskou armádou osvobodila Bělehrad. Od října 1944 Tolbuchinova vojska ve spolupráci s 2. ukrajinským frontem bojovala v Maďarsku (Budapešťská operace), překročila Dunaj, odrazila protiútoky německých vojsk a ve Vídeňské operaci společně s 2. ukrajinským frontem dobyla zbytek Maďarska a východní část Rakouska s Vídní.
15. června 1945 byl front zrušen, velitelství frontu bylo přejmenováno na velitelství Jižní skupiny vojsk.

## Podřízené jednotky
- 1. gardová armáda (20. – 25. října 1943)
- 8. gardová armáda (20. října 1943 – duben 1944)
- 6. armáda (20. října 1943 – 18. července 1944)
- 12. armáda (20. října 1943 – listopad 1943)
- 17. letecká armáda (20. října 1943 – 15. června 1945)

- 37. armáda (leden – září 1944)
- 5. úderná armáda (10. února – říjen 1944)
- 57. armáda (22. února 1944 – 15. června 1945)
- 46. armáda (20. září – 11. prosince 1944)
- 4. gardová armáda (listopad 1944 – 15. června 1945)
- 26. armáda (leden – 15. červen 1945)
- 9. gardová armáda (březen – duben 1945)
- 6. gardová tanková armáda (březen – duben 1945)
- 27. armáda
- 28. armáda
- bulharská 1. armáda (1944 – 1945)
- bulharská 2. armáda (1944 – 1945)
- bulharská 4. armáda (1944 – 1945)

## Velení
Velitel
- 20. říjen 1943 – 15. květen 1944 – armádní generál Rodion Jakovlevič Malinovskij
- 15. květen 1944 – 15. červen 1945 – armádní generál (od 12. září 1944 maršál Sovětského svazu) Fjodor Ivanovič Tolbuchin

Člen vojenské rady
- 20. říjen 1943 – 15. červen 1945 – generálporučík (od 13. září 1944 generálplukovník) Aleksej Sergejevič Želtov

Náčelník štábu
- 20. říjen 1943 – květen 1944 – generálporučík Feodosij Konstantinovič Korženěvič
- květen – říjen 1944 – generálporučík (od 16. května 1944 generálplukovník) Sergej Semjonovič Birjuzov
- březen – 15. červen 1945 – generálporučík (od 19. dubna 1945 generálplukovník) Semjon Pavlovič Ivanov